# Carlo I Cybo-Malaspina
Carlo I Cybo-Malaspina (Ferrara, 18 novembre 1581 – Massa, 13 febbraio 1662), figlio di Alderano Cybo-Malaspina e Marfisa d'Este, nipote ed erede di Alberico I Cybo-Malaspina, successe il nonno nel titolo di principe di Massa e marchese di Carrara (1623-1662).

## Biografia
Era il primogenito di Alderano Cybo-Malaspina e Marfisa d'Este.
Portava anche i titoli di principe del Sacro Romano Impero, secondo duca di Ferentillo, primo duca di Ajello dal 2 gennaio 1623 (avendo ricevuto il feudo ducale sul feudo con privilegio di S.M. Cattolica nel 1605, si intende che questo titolo scavalcasse il nonno ed il padre, allora ancora vivi), conte palatino del Laterano, barone di Paduli dal 1609, signore sovrano di Moneta ed Avenza, signore di Lago, Laghitello, Serra e Terrati dal 1623, barone romano, patrizio romano e patrizio genovese, patrizio di Pisa e Firenze, patrizio napoletano, nobile di Viterbo.
Sposa a Genova il 22 febbraio 1605 Brigida Spinola (Genova, 26 ottobre 1587 - Genova, 22 gennaio 1660), figlia di Giannettino Spinola dei Marchesi di Calice e Veppo, Patrizio Genovese, e di Diana de Mari.
È sepolto nella Cappella del Santissimo Rosario della Collegiata di San Pietro di Massa.

## Discendenza
Prolifico come il padre ed i discendenti, dalla moglie ebbe quattordici figli:
- Alberico II (Genova 23 luglio 1607 - Massa, 2 febbraio 1690) che gli successe sul trono;
- Marfisa (Genova 17 novembre 1608, Genova 26 marzo 1612);
- Maria (Genova 29 dicembre 1609 - Padova, 13 dicembre 1652), sposò nel 1626 Galeotto IV Pico della Mirandola, Duca Ereditario della Mirandola;
- Veronica (Genova, 10 dicembre 1611 - Roma, 5 settembre 1691), sposò nel 1627 don Jacopo Salviati, I duca di Giuliano, Nobile Romano e Patrizio di Firenze;
- Alderano (Genova, 16 luglio 1613 - Roma, 22 luglio 1700), vescovo di Jesi e Cardinale;
- Placidia (Genova, 15 agosto 1614 - Napoli, 11 marzo 1683), sposò nel 1635 Don Carlo Antonio I de Guevara, quarto Duca di Bovino, Patrizio Napoletano, Gran Siniscalco del Regno di Napoli;
- Giannettino (Genova, 17 agosto 1615 - Madrid, 30 luglio 1683), Patrizio Romano e Patrizio Genovese, Patrizio di Pisa e Firenze, Patrizio Napoletano, Nobile di Viterbo, Cavaliere di Santiago, Generale di Cavalleria e Maestro di Campo delle Armate del Re di Spagna;
- Francesco (Genova, 4 novembre 1616 - Napoli, febbraio 1657), Cavaliere dell'Ordine di Malta (professò i voti nel 1625), Generale delle Galere del Re di Spagna;
- Lorenzo (Genova, 23 aprile 1618 - Roma, 18 aprile 1680), Vescovo di Jesi dal 1671;
- Odoardo, (Genova, 6 dicembre 1619 - Massa, 6 febbraio 1705, sepolto nella Cappella Ducale del Duomo di Massa) Prefetto e Governatore Pontificio di Perugia, Ancona, Viterbo, Norcia, Orvieto, Camerino e della Sabina tra il 1655 ed il 1670, Arcivescovo Titolare di Seleucia dal 1670 e nello stesso anno Referendario dell'Una e dell'Altra Segnatura, Nunzio Apostolico in Svizzera dal 1670 al 1679, Segretario della Congregazione di Propaganda Fide dal 1680 al 1695, Patriarca Titolare di Costantinopoli dal 1689;
- Diana, Monaca Clarissa nel Monastero di Santa Chiara di Massa (Genova, 1º dicembre 1620 - Massa, giugno 1688);
- Ricciarda (Genova, 20 marzo 1622 - Novellara nel 1683), sposò a Massa nel 1648 Alfonso II Gonzaga, sesto Conte di Novellara;
- Domenico (Genova, 9 marzo 1623 - Massa, gennaio 1678), Abate della Insigne Collegiata di San Pietro di Massa, Abate Commendatario di San Pietro di Borzone nel 1644, Abate Commendatario di San Pietro in Valle presso Ferentillo nel 1653;
- Giovanni Battista (Massa, 4 dicembre 1624 - Massa, 13 febbraio 1625), Patrizio Romano e Patrizio Genovese, Patrizio di Pisa e Firenze, Patrizio Napoletano, Nobile di Viterbo.

## Ascendenza
|                           |                  |                                | Genitori                      |  |  | Nonni |  |  | Bisnonni     |  |  | Trisnonni      |  |
|                           |                  |                                |                               |  |  |       |  |  | Lorenzo Cybo |  |  | Francesco Cybo |  |
|                           |                  |                                |                               |  |  |       |  |  | Lorenzo Cybo |  |  | Francesco Cybo |  |
|                           |                  | Maddalena de' Medici           |                               |  |  |       |  |  | Lorenzo Cybo |  |  |                |  |
| Alberico I Cybo-Malaspina |                  |                                |                               |  |  |       |  |  | Lorenzo Cybo |  |  |                |  |
|                           |                  | Ricciarda Malaspina            | Antonio Alberico II Malaspina |  |  |       |  |  |              |  |  |                |  |
|                           |                  | Ricciarda Malaspina            | Antonio Alberico II Malaspina |  |  |       |  |  |              |  |  |                |  |
|                           |                  | Ricciarda Malaspina            | Lucrezia d'Este               |  |  |       |  |  |              |  |  |                |  |
| Alderano Cybo-Malaspina   |                  | Ricciarda Malaspina            |                               |  |  |       |  |  |              |  |  |                |  |
|                           |                  | Francesco Maria I Della Rovere | Giovanni Della Rovere         |  |  |       |  |  |              |  |  |                |  |
|                           |                  | Francesco Maria I Della Rovere | Giovanni Della Rovere         |  |  |       |  |  |              |  |  |                |  |
|                           |                  | Francesco Maria I Della Rovere | Giovanna da Montefeltro       |  |  |       |  |  |              |  |  |                |  |
| Elisabetta della Rovere   |                  | Francesco Maria I Della Rovere |                               |  |  |       |  |  |              |  |  |                |  |
|                           |                  | Eleonora Gonzaga Della Rovere  | Francesco II Gonzaga          |  |  |       |  |  |              |  |  |                |  |
|                           |                  | Eleonora Gonzaga Della Rovere  | Francesco II Gonzaga          |  |  |       |  |  |              |  |  |                |  |
|                           |                  | Eleonora Gonzaga Della Rovere  | Isabella d'Este               |  |  |       |  |  |              |  |  |                |  |
| Carlo I Cybo-Malaspina    |                  | Eleonora Gonzaga Della Rovere  |                               |  |  |       |  |  |              |  |  |                |  |
|                           | Alfonso I d'Este | Ercole I d'Este                |                               |  |  |       |  |  |              |  |  |                |  |
|                           | Alfonso I d'Este | Ercole I d'Este                |                               |  |  |       |  |  |              |  |  |                |  |
|                           | Alfonso I d'Este | Eleonora d'Aragona             |                               |  |  |       |  |  |              |  |  |                |  |
| Francesco d'Este          | Alfonso I d'Este |                                |                               |  |  |       |  |  |              |  |  |                |  |
|                           |                  | Lucrezia Borgia                | Papa Alessandro VI            |  |  |       |  |  |              |  |  |                |  |
|                           |                  | Lucrezia Borgia                | Papa Alessandro VI            |  |  |       |  |  |              |  |  |                |  |
|                           |                  | Lucrezia Borgia                | Vannozza Cattanei             |  |  |       |  |  |              |  |  |                |  |
| Marfisa d'Este            |                  | Lucrezia Borgia                |                               |  |  |       |  |  |              |  |  |                |  |
|                           |                  | …                              | …                             |  |  |       |  |  |              |  |  |                |  |
|                           |                  | …                              | …                             |  |  |       |  |  |              |  |  |                |  |
|                           |                  | …                              | …                             |  |  |       |  |  |              |  |  |                |  |
| …                         |                  | …                              |                               |  |  |       |  |  |              |  |  |                |  |
|                           |                  | …                              | …                             |  |  |       |  |  |              |  |  |                |  |
|                           |                  | …                              | …                             |  |  |       |  |  |              |  |  |                |  |
|                           |                  | …                              | …                             |  |  |       |  |  |              |  |  |                |  |
|                           |                  | …                              |                               |  |  |       |  |  |              |  |  |                |  |